# Karl Schrott
Karl Schrott, né le 9 janvier 1953 à Zams, est un lugeur autrichien. En 1980, il obtient la médaille de bronze lors de l'épreuve de luge double des Jeux olympiques de Lake Placid avec Georg Fluckinger.

## Palmarès
- Jeux olympiques
  - Sapporo 1980 :  Médaille de bronze en double

- Coupe du monde
  - Meilleur classement en double : 2e en 1978-1979 et 1979-1980